# Championnats d'Asie de cyclisme 2006
Navigation
Championnats d'Asie 2005 Championnats d'Asie 2007
Les Championnats d'Asie de cyclisme 2006 se sont déroulés du 9 au 16 septembre 2006 à Kuala Lumpur en Malaisie.

## Résultats des championnats sur route

### Épreuves masculines
| Épreuves                     | Or                                                                  | Argent                                                             | Bronze                                                           |
| ---------------------------- | ------------------------------------------------------------------- | ------------------------------------------------------------------ | ---------------------------------------------------------------- |
| Course en ligne              | Mehdi Sohrabi Iran                                                  | Shinichi Fukushima Japon                                           | Omar Hasanin Syrie                                               |
| Contre-la-montre             | Andrey Mizourov Kazakhstan                                          | Ghader Mizbani Iran                                                | Makoto Iijima Japon                                              |
| Contre-la-montre par équipes | Corée du Sud Kim Dong-hun Lee Won-jae Park Sung-baek Youm Jung-hwan | Iran Hossein Askari Ghader Mizbani Amir Zargari Abbas Saeidi Tanha | Japon Yoshiyuki Abe Satoshi Hirose Makoto Iijima Masahiko Mifune |

### Épreuves féminines
| Épreuves         | Or                        | Argent                   | Bronze                   |
| ---------------- | ------------------------- | ------------------------ | ------------------------ |
| Course en ligne  | Han Song-hee Corée du Sud | Liu Yongli Chine         | Lee Min-hye Corée du Sud |
| Contre-la-montre | Wang Li Chine             | Lee Min-hye Corée du Sud | Satomi Wadami Japon      |

## Résultats des championnats sur piste

### Épreuves masculines
| Épreuves               | Or                                                                   | Argent                                                            | Bronze                                                                  |
| ---------------------- | -------------------------------------------------------------------- | ----------------------------------------------------------------- | ----------------------------------------------------------------------- |
| Keirin                 | Mohd Rizal Tisin Malaisie                                            | Hiroyuki Inagaki Japon                                            | Wong Kin Chung Hong Kong                                                |
| Kilomètre              | Kang Dong-jin Corée du Sud                                           | Yusho Oikawa Japon                                                | Wu Dan Chine                                                            |
| Vitesse individuelle   | Tsubasa Kitatsuru Japon                                              | Zhang Lei Chine                                                   | Kazuya Narita Japon                                                     |
| Vitesse par équipes    | Chine Zhang Lei Wu Dan Lin Feng                                      | Japon Kazuya Narita Tsubasa Kitatsuru Yudai Nitta                 | Malaisie Mohd Rizal Tisin Mohd Hafiz Sufian Junaidi Nasir               |
| Poursuite individuelle | Jang Sun-jae Corée du Sud                                            | Hwang In-hyeok Corée du Sud                                       | Kei Uchida Japon                                                        |
| Poursuite par équipes  | Corée du Sud Jang Sun-jae Park Sung-baek Youm Jung-hwan Kim Dong-hun | Iran Ghader Mizbani Alireza Haghi Abbas Saeidi Tanha Amir Zargari | Taipei chinois Liu Chin-feng Lee Wei-cheng Lin Heng-hui Chen Chien-ting |
| Course aux points      | Makoto Iijima Japon                                                  | Hossein Askari Iran                                               | Cheung King Wai Hong Kong                                               |
| Scratch                | You Tae-bok Corée du Sud                                             | Sayuti Zahit Malaisie                                             | Wong Kam Po Hong Kong                                                   |
| Américaine             | Corée du Sud Youm Jung-hwan Park Sung-baek                           | Hong Kong Cheung King Wai Wong Kam Po                             | Iran Mehdi Sohrabi Amir Zargari                                         |

### Épreuves féminines
| Épreuves               | Or                              | Argent                             | Bronze                                    |
| ---------------------- | ------------------------------- | ---------------------------------- | ----------------------------------------- |
| 500 mètres             | Gong Jinjie Chine               | Hsiao Mei-yu Taipei chinois        | You Jin-a Corée du Sud                    |
| Keirin                 | You Jin-a Corée du Sud          | Li Na Chine                        | Hsiao Mei-yu Taipei chinois               |
| Vitesse individuelle   | Gong Jinjie Chine               | Li Na Chine                        | You Jin-a Corée du Sud                    |
| Vitesse par équipes    | Chine Gong Jinjie Wang Jianling | Corée du Sud Lee Min-hye You Jin-a | Taipei chinois I Fang-ju Tseng Hsiao-chia |
| Poursuite individuelle | Lee Min-hye Corée du Sud        | Wang Li Chine                      | Liu Yongli Chine                          |
| Course aux points      | Li Yan Chine                    | Wang Jianling Chine                | Jamie Wong Hong Kong                      |

## Référence
- (en) Cet article est partiellement ou en totalité issu de l’article de Wikipédia en anglais intitulé « 2006 Asian Cycling Championships » (voir la liste des auteurs).